# Wiktor Iwanow
Wiktor Aleksandrowicz Iwanow (ros. Ви́ктор Алекса́ндрович Ивано́в, ur. 1903 w Kazaniu, zm. 23 stycznia 1969 w Moskwie) – radziecki polityk, działacz partyjny.

## Życiorys
Od 1927 członek WKP(b), 1937 ukończył Moskiewski Instytut Naftowy, 1937-1938 był głównym mechanikiem i dyrektorem przedsiębiorstwa przemysłowego w Groznym, a 1938-1939 III sekretarzem Komitetu Miejskiego WKP(b) w Groznym. Od 1939 do maja 1940 sekretarz, a od maja 1940 do marca 1944 I sekretarz Czeczeńsko-Inguskiego Komitetu Obwodowego WKP(b), od maja do listopada 1944 organizator odpowiedzialny Zarządu Kadr KC WKP(b), od 10 listopada 1944 zastępca kierownika Wydziału Partyjnych Organów Zarządu Kadr KC WKP(b). Od 24 marca 1947 do 14 kwietnia 1949 przewodniczący Biura KC WKP(b) ds. Mołdawii, 1950-1956 zastępca szefa Gławniefterazwiedki, 1956-1957 przewodniczący KC Związku Robotników Przemysłu Naftowego ZSRR, 1957-1959 przewodniczący KC Związku Robotników Przemysłu Naftowego i Chemicznego ZSRR, 1959-1968 przewodniczący Centralnej Rady Wszechrosyjskiego Stowarzyszenia Wynalazców i Racjonalizatorów. Odznaczony Orderem Lenina i dwoma Orderami Czerwonego Sztandaru Pracy.